# Амткел (озеро)
Амтке́л (абх. Амтҟьал — Амткял; груз. ამტყელის ტბა) — озеро запрудного типа в Гулрыпшском районе Республики Абхазии. Образовалось в результате горного обвала во время сильного землетрясения 3 октября 1891 года. Установлено, что это был не первый обвал в истории ущелья реки Амткел. Нынешний уровень озера — наиболее высокий, о чём говорят торчащие из воды стволы деревьев, выросших до обвала.
В книге В. П. Пачулиа «По туристским маршрутам Абхазии» о нём сказано: «длина 2400 м, ширина 450 м». Расположено на высоте 512 м над уровнем моря. При половодье глубина достигает 100 м. Колебания уровня воды в озере могут достигать 40 м. Озеро лежит в щели между высокими лесистыми хребтами. Питает его крупная горная река, также называющаяся Амткел. Поступление воды зависит от интенсивности таяния снегов в горах и от дождей. Часть воды просачивается под завалом (Холодная речка), бо́льшая же часть уходит через карстовые воронки на юго-западе водоёма (там всегда скапливаются брёвна) и дальше подземными ходами стекает к устью соседней реки Джампал. Возможности стока ограничены, поэтому, когда приток превышает сток, уровень воды быстро поднимается.
Температура воды в озере — +13…+14 °C, но летом поверхностный слой нагревается сильнее и в озере можно искупаться. Температура поверхностного слоя в июле-августе достигает 20 °C. Озеро редко замерзает — только в суровые зимы оно покрывается тонким льдом. Площадь поверхности — 0,58 км².
Водная растительность в озерном водоеме не развита, но в нём водится рыба: форель, голавль, подуст, барбус (усач) и быстрянка. Поэтому некоторые жители селения Азанта держат здесь свои лодки и часто ходят на них рыбачить в долину реки Амткел.
Путешествие К. Паустовского к этому озеру описывается в его рассказе из серии «Бросок на юг».

## Достопримечательности
Недалеко от озера находится самый высокий на Кавказе дольмен. Это большой погребальный склеп, сооружённый семейно-родовыми коллективами более четырёх тысяч лет тому назад. В Абхазии дольмены обнаружены также в бассейне реки Чхалта, в сёлах Псху, Куланырхуа, Хабью, южнее города Гагра и других местах. Большая группа хорошо сохранившихся и легкодоступных дольменов имеется в селе Эшера, недалеко от Сухума.